# Veïnat de la Carretera de Fornells
Veïnat de la Carretera de Fornells – miejscowość w Hiszpanii, w Katalonii, w prowincji Girona, w comarce Gironès, w gminie Llambilles.
Według danych INE z 2005 roku miejscowość zamieszkiwało 55 osób.